# 玉城逸夫
玉城 逸夫（たまき いつお、1924年6月10日 - 2008年8月31日）は、京都府京都市出身の日本の土木・地球物理学者。大阪工業大学名誉教授。理学博士（京都大学）。物理探査学会元理事・名誉会員。勲三等瑞宝章受章。
専門は、地球物理学・地震工学、測量学、土木地質学・地学/地すべり学。

## 来歴
1950年京都大学理学部地球物理学科卒業。京都大学第1期特別研修生となり、修了後、1954年大阪工業大学に着任、工学部にて土木工学教育・研究を担当。1962年京都大学より論文「地震活動度と地殻構造の結びつき : 特に日本地域について」で理学博士の学位を取得。同年、大阪工業大学教授に就任。1965年同大学中央研究所所属となる。1988年から1989年まで同大学図書館長を務めた。1995年3月大阪工業大学退任、同大名誉教授。大阪工業大学に約40年在籍、特に大学開学初期の土木測量学/物理探査工学・土木地質学・地震工学（のちの地盤工学・地盤防災工学）の研究推進・育成に尽力した。
2001年秋の叙勲で、勲三等瑞宝章受章。
主な所属学会は、物理探査学会、日本地震学会、地盤工学会、日本地質学会など。

## 主な研究
- 玉城逸夫「浅発地震の走時より出された日本の表層構造」『地震 第2輯』第7巻第1号、日本地震学会、1954年、1-7頁、doi:10.4294/zisin1948.7.1_1、ISSN 00371114、CRID 1390001204307024512。
- 玉城逸夫「深発地震の走時偏椅について」『地震 第2輯』第8巻第1号、日本地震学会、1955年、48-54頁、doi:10.4294/zisin1948.8.1_48、ISSN 0037-1114、CRID 1390001204306889472。
- 玉城逸夫「浅発地震の走時による日本の表層構造 (續)」『地震 第2輯』第7巻第4号、日本地震学会、1955年、226-232頁、doi:10.4294/zisin1948.7.4_226、ISSN 0037-1114、CRID 1390001204306898432。
- 玉城逸夫「地震波の定時からみた日本の上層構造」『科学』第26巻第1号、岩波書店、1956年1月、ISSN 00227625、CRID 1520573330096384256。
- 嶋悦三, 浅野周三, 窪田将, 柳沢馬住, 是沢定之, 一ノ瀬洋一郎, 千葉平八郎, 浅田敏, 大竹政和, 島村英記, 波江鶴子, 岸本兆方, 橋爪道郎, 見野和夫, 尾池和夫, 玉城逸夫, 川本整, 藤田崇, 大場康行, 末広重二, 高木章雄, 浜口博之, 山本清彦, 宇津徳治, 佐々木嘉和, 牧正, 白井新二「新潟地震の余震に依る東経139°線にそった地下構造の研究（速報）」『地震研究所研究速報』第8巻、東京大学地震研究所、1964年9月、22-26頁、doi:10.15083/00032093、CRID 1390572174554239872。
- 橋爪道郎, 川本整, 浅野周三, 村松郁栄, 浅田敏, 玉城逸夫, 村内必典「第1回第2回倉吉爆破および花房爆破観測より得られた西部日本の地殻構造」『地震 第2輯』第19巻第2号、日本地震学会、1966年、125-134頁、doi:10.4294/zisin1948.19.2_125、ISSN 0037-1114、CRID 1390001204303458048。
- 玉城逸夫, 川本整, 藤田崇, 大場康行「亀の瀬地すべりの研究 (2)」『地すべり』第2巻第3号、日本地すべり学会、1966年、5-11頁、doi:10.3313/jls1964.2.3_5、ISSN 0285-2926、CRID 1390001204545754112。
- 玉城逸夫, 川本整, 藤田崇, 大場康行「S波の振幅変化による地すべり地の粘性係数の測定」『地すべり』第3巻第1号、日本地すべり学会、1966年、37-41頁、doi:10.3313/jls1964.3.37、ISSN 0285-2926、CRID 1390282679522783744。
- 玉城逸夫「亀の瀬地すべりの研究 (2)-清水谷地区の破砕帯について-」『地すべり』第2巻第3号、1966年、5-11頁、CRID 1573668925301699328。
- 玉城逸夫, 川本整, 藤田崇, 岡本敬一, 大場康行「高知県西川地すべり地における弾性波探査」『応用地質』第9巻第4号、日本応用地質学会、1968年、175-190頁、doi:10.5110/jjseg.9.175、ISSN 0286-7737、CRID 1390282679071981696。
- 玉城逸夫「高知県西川地すべりの研究-1-屈折法による地盤調査」『大阪工業大学中研所報』第2号、大阪工業大学中央研究所、1969年3月、1-17頁、ISSN 02878186、CRID 1520853833034708736。
- 玉城逸夫「Wenner法は地すべり調査で役に立たない」『らんどすらいど』第4号、地すべり学会関西支部、1987年、CRID 1573668924043539456。
- 玉城逸夫「5 四国地方の地すべりの特性」『日本地質学会学術大会講演要旨』第1991巻、日本地質学会、1991年、109-110頁、doi:10.14863/geosocabst.1991.0_109、ISSN 1348-3935、CRID 1390282680517801344。